# LGBT práva na Samoe

Duhová mapa Samoy

Lesby, gayové, bisexuálové a transgender osoby (LGBT+) se mohu setkávat na ostrovním státě Samoe s právními komplikacemi, které jsou pro běžné heterosexuální páry neznámé. Stejnopohlavní aktivita mezi jedinci stejného pohlaví jsou oficiálně trestné jen pro muže, ale nejsou záznamy o případu jejich uplatnění.

## Stejnopohlavní soužití
Jakékoli stejnopohlavní aktivity mezi gayi jsou označena jako sodomii a hrozí za ní dle trestního zákoníku až trest odnětí svobody 5 let. Též je oficiálně nepřípustný také anální a orální styk (vč. heterosexuálních jedinců).
V červnu 2013 navrhla ve své zprávě předsedovi vlády Komise pro reformu legislativy (angl. Law Reform Commission) dekriminalizovat, kde také uvádí že má velkou veřejnou i politicko podporu. Později se však od tohoto upustilo.
Samoa také neuznává stejnopohlavní manželství či jin typy stejnopohl. soužití uzavřených v zahraničí. 

## Transgender identita
Na Samoe se tradují speciální označení pro tzv. fa'afafine, což je označení pro muže, kteří se oblékají a chovají jako ženy, a fa'afatama což je přesný opak. Různé označení pro jakési “třetí pohlaví“ mají označení různé státy napříč Polynésii. I samojská společnost je ke transgender osobám v rámci národních tradic daleko více vstřícnější a tolerantnější než např. k homosexualitě.
Samotný první ombudsman pro lidská práva pro Samou uvedl, že  fa'afafine je součástí samojské kultury a oceňuje jejich jedinečnost, odvahu a tvrdou práci pro rodinu“.

## Veřejné mínění a životní podmínky
Samojská společnost je silně tradicionalistická (též ovlivněná koloniálním obdobím). M8 pochopení pro transgender osoby, které jsou součástí samojské kultury, ale více konzervativně se staví k homosexualitě, kterou mnoho Samojců stále považuje za sodomii. 
V roce 2009 cenzurní úřad zakázal promítání amerického filmu o homosexuálním učiteli Milk a o pár dní později také seriál Lesbian Vampire Killers. V roce 2019 zakázal také životopisný film o Eltonu Johnovi - Rocketman.  Zástupci toto kritizovali a tento krok označili za ignorantní a diskriminační.
V roce 2013 byl také schválen zákon Ombudsman Act, který zakazuje diskriminaci v zaměstnání či škole.  Také se v roce 2007 podařilo schválit po aktivitě psychoplogů Zákon o duševním zdraví, který zakazuje konverzní terapii a považovat neheterosexuální jedince za duševně nemocné.
Také se r. 2016 podařilo prosadit novelu trestního zákoníku, která jasně zakazuje jakékoli homofobní či transfobní urážky.

## Souhrnný přehled
| Legální stejnopohlavní styk                                          | / Mužský ilegální/ženský legální |
| Stejný věk legální způsobilosti k pohlavnímu styku pro obě orientace | / Muži ne/ženy ano               |
| Antidiskriminační zákony v zaměstnání                                | (2013)                           |
| Antidiskriminační zákony v přístupu ke zboží a službám               | No                               |
| Antidiskriminační zákony v přístupu ke zboží a službám               | No                               |
| Antidiskriminační zákony (homofobní/transfobní urážky, ...)          | (2016)                           |
| Stejnopohlavní manželství                                            | No                               |
| Stejnopohlavní soužití                                               | No                               |
| Adopce dítěte partnera                                               | No                               |
| Společná adopce dětí stejnopohlavními páry                           | No                               |
| Gayové a lesby smějí otevřeně sloužit v armádě                       | Samoa nemá ozbrojené síly        |
| Možnost změny pohlaví                                                | No                               |
| Status třetího pohlaví                                               | / (nejasné)                      |
| Zákaz konverzní terapie                                              | (2007)                           |
| Přístup k umělému oplodnění pro lesbické ženy                        | No                               |
| Náhradní mateřství pro gay páry                                      | No                               |
| MSM smějí darovat krev                                               | No                               |